# 로런스 아칸두
로런스 치메지 아칸두(영어: Lawrence Chimezie Akandu, 중국어: 羅倫士, 1974년 12월 10일 ~ )는 나이지리아 태생 홍콩의 축구 선수이다.
처음에는 중앙 공격수로 뛰었지만 나중에 포지션을 수비수로 변경하였다. 1994년부터 2002년까지 홍콩 1부 리그의 프랭크웰과 파이브 원 세븐, 퉁포 AA 소속으로 뛰었다. 2002년 킷치로 이적하면서 15골을 기록했고 팀의 1부 리그 승격에 기여하였다.
2003년부터 2005년까지 해피밸리 AA, 2005년부터 2006년까지 퉁포 AA, 2006년부터 2007년까지 홍콩 FC 소속으로 뛰었다. 2007년 샤틴 SA로 이적했고 2008년에는 팀의 홍콩 2부 리그 우승과 홍콩 주니어 챌린지 쉴드 우승에 큰 공헌을 했다.
2003년 11월 홍콩 대표팀에 발탁되었으며 2003년 12월 4일에 열린 대한민국과의 동아시아컵 경기에서 자신의 A매치 첫 골을 기록하였다.